# Bantam (îles Cocos)
Pour les articles homonymes, voir Bantam.
Bantam (anglais : Batam Village) est un village des îles Cocos, situé sur l'île de Home Island.
La population, à majorité d'origine malaise, est de 448 habitants (2021).
Étant situé sous les latitudes tropicales, Bantam connaît des températures chaudes constantes tout au long de l'année.